# ミステリー列車が消えた
『ミステリー列車が消えた』（ミステリーれっしゃがきえた）は、西村京太郎の長編推理小説。1982年に新潮社から刊行された。

## ストーリー
「出発は8月8日（土）23:59、東京駅の10番線から。行先は不明」
国鉄が企画した行先不明のブルートレイン「ミステリー号」。雑誌「旅窓」記者の津山は取材のため、同僚で恋人の乗兼由紀子と東京駅にいた。翌朝に到着した場所から連絡を入れると約束してミステリー号に乗り込んだ津山だが、翌日の昼になっても連絡が無い。心配になり東京駅を訪れた由紀子は、顔見知りの青木助役から「ミステリー号は、すでに京都の梅小路機関区を見学し、次の目的地の鳥取に向かった」と聞かされる。しかし、さらに問い合わせると、ミステリー号は到着予定時刻を2時間以上過ぎても鳥取駅に到着していないという。
そんな中、国鉄総裁秘書室に一本の電話がかかってきた。
「ミステリー号の乗客400人を誘拐した。身代金は10億円」
忽然と消えてしまった一本の臨時列車を巡り、国鉄と十津川警部が前代未聞の大事件に挑む。

## 主な登場人物

### 警察関係者
- 十津川省三 - 警視庁捜査一課警部。国鉄総裁秘書の北野らと行動を共にする。
- 亀井定雄 - 警視庁捜査一課刑事。十津川の部下。通常は十津川とのコンビで日本各地を行動するが、今回は東京にて情報収集にあたる。
- 本多時孝 - 警視庁捜査一課課長。十津川・亀井らの上司。国鉄総裁室に残り国鉄側とのパイプ役を担う。
- 桜井 - 警視庁捜査一課刑事。年齢不詳だが若手の刑事。
- 小川 - 警視庁捜査一課刑事。38歳。鉄道模型が趣味。口数が少ない。
- 三上 - 警視庁刑事部長。十津川・本多らの上司。
- 真田 - 警視庁の検視官。十津川とは顔見知りで人は好いが口が悪い。
- 藤代 - 愛知県警警部。35歳。
- 大久保 - 愛知県警刑事。藤代の部下。

### 国鉄関係者
- 木本 - 国鉄総裁。今回の事件の依頼者。
- 北野浩 - 総裁秘書。十津川らと行動を共にする。
- 後藤 - 国鉄本社で勤務する若手の職員。北野が不在時に電話の応対を担った。
- 柴田 - 旅客局長。通称「国鉄の生き字引」。ミステリー列車の異変を受けて東京駅で対応にあたる。
- 日下 - 大阪鉄道管理局営業部長。42歳。ミステリー列車を起案した責任者。
- 浅井 - 大阪鉄道管理局長。日下の上司。
- 岡部義夫 - 大阪鉄道管理局営業部員。日下の部下。ミステリー列車に添乗している。
- 中村正人 - 大阪鉄道管理局の機関士。ミステリー列車に乗務している。
- 上原久仁 - 大阪鉄道管理局の車掌。32歳。ミステリー列車に乗務するはずだったが、多摩川で遺体となって見つかる。
- 青木 - 東京駅の助役。乗兼由紀子とはかつて取材で知り合う。
- 阿部 - 鳥取駅の助役。ミステリー列車の異変に気付く。
- 島崎 - 向日町運転所長。十津川らと人質の行方について検討する。
- 石立英夫 - 関西の大学生。21歳。国鉄が委託した企業のアルバイト社員で、向日町運転所で勤務している。

### その他
- 津山研一 - 月刊雑誌「旅窓」記者。ミステリー列車に取材で乗車していた。
- 乗兼由紀子 - 月刊雑誌「旅窓」記者。津山の同僚であり、恋人。東京駅まで津山を見送りに来た。ミステリー列車の異変に気付く。
- 太田 - 東京在住の医者。55歳。旅行団体「ねんにかい」の世話役。足の負傷で松葉杖を使用している。
- 石山清之 - 「太陽工業」に勤務する20歳代後半の係長。旅行団体「ねんにかい」に所属している。東京・中野の自宅マンションで殺害されているのが見つかる。
- 西本功 - 俳優。ミステリー列車に乗車する小学生の息子を東京駅まで見送りに来ていた。
- 鈴木謙一 - 航空管制官。
- 星野英夫 - 航空管制官。
- 一色 - 航空管制センター主任。鈴木・星野の上司。
- 芦田 - 海上保安庁の巡視船「いそしぎ」の船長。

## トリックの可否
本作における列車消失トリックを日本の現実の鉄道運行システムにおいて実行することは、2024年現在も不可能である。
池田光雅の著書「拝啓　十津川迷警部殿」では、当作品中のミステリー列車消失のトリックについて「根本的に無理で、はっきり言えば、複雑かつ高度な運転管理・保安システムを全面的に無視しないと何も進展しないのです」と評している。

## テレビドラマ

### 1995年版
『十津川警部シリーズ10・ミステリー列車が消えた』は、TBS系列の2時間ドラマ『月曜ゴールデン』（毎週月曜日21:00 - 22:54、JST）で1995年12月25日に放送された。主演は渡瀬恒彦。